# Џејмсов залив
Џејмсов залив се налази јужно од Хадсоновог залива, између канадских провинција Квебек и Онтарио, острва која се налазе у заливу су део провинције Нунавут. Залив је први пут привукао пажњу европљана 1610. када је Хенри Хадсон упловио у њега током истраживања већег залива који данас носи његово име. Залив је добио име у част Томаса Џејмса, енглеског капетана који је комплетије истражио област 1631.